# Лёгкая атлетика на летних Олимпийских играх 2020 — прыжки в длину (женщины)
Соревнования по прыжкам в длину у женщин на Олимпийских играх 2020 года в Токио прошли 1 и 2 августа 2021 года на Японском национальном стадионе. В соревнованиях приняли участие 30 спортсменов прошедшие квалификационные требования по длине прыжка или по мировому рейтингу.

## История
Соревнование по прыжкам в длину у женщин на Олимпийских играх 2020 года проводилось 19 раз, начиная с Олимпийских игр 1948 года.

## Медалисты
| Золото                   | Серебро         | Бронза            |
| Малайка Михамбо Германия | Бриттни Риз США | Эсе Бруме Нигерия |

## Квалификация
Квалификационный стандарт на Олимпийские игры 2020 по прыжкам в длину у женщин установлен 6,82 метра. Стандарт был установлен с целью включения в турнир спортсменов выполнившие на квалификационных соревнованиях установленный норматив, но которые не смогли пройти квалификацию по итогам мирового рейтинга ИААФ. Мировые рейтинги, основанные на расчете среднего из пяти лучших результатов спортсмена за квалификационный период с учетом сложности уровня соревнований. Данные условия для отбора спортсменов использоваться, пока не будет достигнуто ограничение в 32. 
Квалификационный период первоначально был установлен с 1 мая 2019 года по 29 июня 2020 года. Из-за пандемии коронавирусной инфекции в период с 6 апреля 2020 года по 30 ноября 2020 года соревнования был приостановлены и дата окончания продлена до 29 июня 2021 года. Дата начала квалификации по итогам мирового рейтинга также была изменена с 1 мая 2019 г. на 30 июня 2020 г. Спортсмены выполнившие квалификационный стандарт в течение этого времени, были квалифицированы, а провести отбор по мировому рейтингу было не возможно из-за отсутствия легкоатлетических турниров. ИААФ изменил требование к расчету мирового рейтинга, включив соревнования как на открытом воздухе, так и в помещении, а также последний региональный чемпионат был засчитан, даже если он проведен не во время квалификационного периода. 
29 июня 2021 года 21 прыгун в длину прошли квалификацию по установленному нормативу, 7 - по рейтинговым позициям и 2 – НОК  Эстония и НОК  Папуа — Новая Гвинея использовали свое универсальное место и ввели по одной спортсменке, так как у них нет спортсменок, соответствующих стандарту входа на легкоатлетическое мероприятие — в прыжках в длину.

## Рекорды
Олимпийский рекорд до начала Игр:
| Мировой рекорд     | Галина Чистякова           | 7,52 м | Ленинград | 11 июня 1988     |
| Олимпийский рекорд | Джекки Джойнер-Керси (USA) | 7,40 м | Сеул      | 29 сентября 1988 |

- Олимпийская чемпионка 2016 года по прыжкам в длину  американская спортсменка Тианна Бартолетта закончила карьеру.

## Формат и календарь турнира
Соревнования с 1952 года проходят по двухкруговому формату, включающему два различных раунда — квалификационный и финальный. При этом, в финальном раунде не учитываются результаты квалификационного раунда.
В квалификационном раунде каждой участнице даётся три попытки для выполнения квалификационного норматива, который в 2020 году установлен на отметке 6,75 метра. Отбираются минимум 12 спортсменок. Если количество выполнивших квалификацию больше, то в финал попадают все спортсменки, выполнившие квалификацию. В том случае, если количество выполнивших квалификацию меньше 12-ти, спортсменки отбираются в финал по лучшему результату.
В финале каждому участнице предоставляется три попытки. При этом восемь лучших прыгунов получают дополнительные три попытки — в общей сложности шесть (попытки квалификационного раунда в финале не учитываются).
Время Олимпийских объектов местное (Япония, UTC+9)
| Дата                        | Время | Раунд        |
| --------------------------- | ----- | ------------ |
| Воскресенье, 1 августа 2021 | 09:10 | Квалификация |
| Вторник, 3 августа 2021     | 09:00 | Финал        |

### Квалификация
Норматив: 6,75 м (Q) или 12 лучших по результату (q)
| Место | Группа | Спортсмен                  | НОК                           | 1    | 2    | 3    | Результат | Прим. |
| ----- | ------ | -------------------------- | ----------------------------- | ---- | ---- | ---- | --------- | ----- |
| 1     | B      | Ивана Шпанович             | Сербия                        | x    | 7.00 |      | 7.00      | Q, SB |
| 2     | B      | Малайка Михамбо            | Германия                      | 6.64 | 6.56 | 6.98 | 6.98      | Q, SB |
| 3     | A      | Бриттни Риз                | США                           | 6.52 | 6.86 |      | 6.86      | Q     |
| 4     | A      | Тара Дэвис                 | США                           | 6.85 |      |      | 6.85      | Q     |
| 5     | B      | Шантель Мэлоун             | Британские Виргинские Острова | x    | 6.44 | 6.82 | 6.82      | Q     |
| 6     | B      | Эсе Бруме                  | Нигерия                       | 6.68 | 6.55 | 6.76 | 6.76      | Q     |
| 7     | A      | Хадди Санья                | Швеция                        | 6.76 |      |      | 6.76      | Q     |
| 8     | A      | Эбигейл Ирозуру            | Великобритания                | 6.39 | 6.65 | 6.75 | 6.75      | Q, SB |
| 9     | A      | Тайра Гиттенс              | Тринидад и Тобаго             | 6.12 | 6.72 | 6.34 | 6.72      | Q     |
| 10    | A      | Марина Бех-Романчук        | Украина                       | 6.71 | x    | x    | 6.71      | Q     |
| 11    | A      | Джазмин Сойерс             | Великобритания                | 6.55 | x    | 6.62 | 6.62      | Q     |
| 12    | A      | Брук Страттон              | Австралия                     | 6.60 | 6.44 | 6.32 | 6.60      | Q     |
| 13    | B      | Куанеша Беркс              | США                           | 6.04 | 6.56 | 6.18 | 6.56      |       |
| 14    | B      | Анастасия Мирончик-Иванова | Беларусь                      | 6.21 | 6.39 | 6.55 | 6.55      |       |
| 15    | A      | Мариз Луцоло               | Германия                      | 6.54 | x    | 6.38 | 6.54      |       |
| 16    | B      | Анастасия Нгуен            | Венгрия                       | x    | 6.52 | x    | 6.52      |       |
| 17    | A      | Алина Ротару               | Румыния                       | 6.46 | 6.47 | 6.51 | 6.51      |       |
| 18    | B      | Элиан Мартинс              | Бразилия                      | x    | 6.43 | 6.38 | 6.43      |       |
| 19    | A      | Релли Капутин              | Папуа — Новая Гвинея          | x    | 6.30 | 6.40 | 6.40      |       |
| 20    | B      | Флорентина Иуско           | Румыния                       | 6.19 | x    | 6.36 | 6.36      |       |
| 21    | B      | Фатима Диаме               | Испания                       | x    | 6.27 | 6.32 | 6.32      |       |
| 22    | A      | Кристабель Неттей          | Канада                        | 6.18 | 6.23 | 6.29 | 6.29      |       |
| 23    | B      | Янис Давид                 | Франция                       | 6.27 | 6.10 | 6.26 | 6.27      |       |
| 24    | A      | Чанис Портер               | Ямайка                        | x    | 6.13 | 6.22 | 6.22      |       |
| 25    | B      | Тиссанна Хиклинг           | Ямайка                        | 6.17 | x    | 6.19 | 6.19      |       |
| 26    | B      | Дарья Резниченко           | Узбекистан                    | 5.92 | 5.94 | 6.19 | 6.19      |       |
| 27    | A      | Натали Аранда              | Панама                        | 5.98 | 6.12 | x    | 6.12      |       |
| 28    | B      | Лоррейн Юджен              | Великобритания                | 6.05 | x    | x    | 6.05      |       |
| –     | B      | Ксения Балта               | Эстония                       | x    | –    | –    | NM        |       |
| –     | A      | Дарья Клишина              | ОКР                           | x    | x    | x    | NM        |       |

| - Q — выполнен квалификационный норматив - q — квалифицирована по лучшему результату среди невыполнивших квалификационный норматив - SB — лучший результат в сезоне - PB — лучший результат в карьере - OR — олимпийский рекорд | - WR — мировой рекорд - AR — рекорд континента - NR — национальный рекорд - NM — нет ни одной зачётной попытки - DNS — не стартовала |

### Финал
До последней попытки лидировала Бриттни Риз, но затем чемпионка мира 2019 года Малайка Михамбо прыгнула на 7,00 м и выиграла золото. Риз обошла Эсе Бруме за счёт лучшего второго результата (6,95 против 6,90).
| Место | Спортсмен           | НОК                           | 1    | 2    | 3    | 4      | 5      | 6      | Результат | Прим. |
| ----- | ------------------- | ----------------------------- | ---- | ---- | ---- | ------ | ------ | ------ | --------- | ----- |
| 1     | Малайка Михамбо     | Германия                      | 6.83 | 6.95 | 6.78 | x      | x      | 7.00   | 7.00      | SB    |
| 2     | Бриттни Риз         | США                           | 6.60 | 6.81 | 6.97 | 6.87   | 6.95   | 6.84   | 6.97      |       |
| 3     | Эсе Бруме           | Нигерия                       | 6.97 | 6.67 | x    | 6.88   | x      | 6.90   | 6.97      |       |
| 4     | Ивана Шпанович      | Сербия                        | 6.71 | 6.91 | 6.84 | x      | 6.63   | 6.72   | 6.91      |       |
| 5     | Марина Бех-Романчук | Украина                       | x    | x    | 6.88 | x      | x      | x      | 6.88      |       |
| 6     | Тара Дэвис          | США                           | 6.62 | 6.67 | 6.81 | 6.84   | 6.83   | 6.71   | 6.84      |       |
| 7     | Брук Страттон       | Австралия                     | x    | 6.52 | 6.83 | 6.24   | 6.62   | x      | 6.83      |       |
| 8     | Джазмин Сойерс      | Великобритания                | x    | 6.80 | 6.53 | 6.74   | x      | x      | 6.80      |       |
| 9     | Хадди Санья         | Швеция                        | 6.58 | 6.67 | 6.58 | выбыла | выбыла | выбыла | 6.67      |       |
| 10    | Тайра Гиттенс       | Тринидад и Тобаго             | 6.30 | 6.60 | 6.53 | выбыла | выбыла | выбыла | 6.60      |       |
| 11    | Эбигейл Ирозуру     | Великобритания                | x    | 6.51 | 6.27 | выбыла | выбыла | выбыла | 6.51      |       |
| 12    | Шантель Мэлоун      | Британские Виргинские Острова | 6.50 | 4.73 | 6.48 | выбыла | выбыла | выбыла | 6.50      |       |